# Roja Estriada
Roja Estriada es el nombre de una variedad cultivar de manzano (Malus domestica). Esta manzana es originaria de Galicia, está cultivada en la colección de árboles frutales y banco de germoplasma de Mabegondo con el n.º 93; ejemplares procedentes de esquejes localizados en el San Pedro de Crendes, parroquia del municipio de Abegondo (La Coruña).

## Sinónimos
- "Manzana Roja Estriada",[4][5]
- "Maceira Roja Estriada".

## Características
El manzano de la variedad 'Roja Estriada' tiene un vigor vigoroso. Tamaño grande y porte erguido.
Época de inicio de brotación a partir del 22 de abril y de floración a partir de 10 de mayo.
Las hojas tienen una longitud del limbo de tamaño corto, con la máxima anchura del limbo estrecha. Longitud de las estípulas es corta y la máxima anchura de las estípulas es estrecha. Denticulación del borde del limbo es biserrado, con la forma del ápice del limbo agudo y la forma de la base del limbo es obtuso. Con subestípulas presentes.
Sus flores tienen una longitud de los pétalos corta, anchura de los pétalos es media, disposición de los pétalos en contacto
entre sí, con una longitud del pedúnculo media.
La variedad de manzana 'Roja Estriada' tiene un fruto de tamaño pequeño, de forma globosa, de color rojo, con chapa completa, e intensidad fuerte. Epidermis de textura desigual, con pruina en su superficie y con presencia de cera media. Sensibilidad al "russeting" (pardeamiento áspero superficial que presentan algunas variedades)  muy poco sensible. Con lenticelas de tamaño medio.
Los sépalos están dispuestos de forma completamente replegados, y libres en su base; su fosa calicina es muy profunda y de una anchura media. Pedúnculo de grosor grueso y de longitud medio, siendo la cavidad peduncular de una profundidad media y de anchura media. Con pulpa de color blanca, cuya firmeza es intermedia y textura intermedia; su jugosidad es jugosa, con sabor de acidez media, y aromática.
Época de maduración y recolección es el 24 de septiembre. 'Roja Estriada' es una manzana que su destino es la conservación de esta variedad en el banco de germoplasma de Mabegondo como reserva genética.

## Susceptibilidades
- Oidio: ataque débil
- Moteado: no presenta
- Raíces aéreas: no presenta
- Momificado: ataque débil
- Pulgón lanígero: no presenta
- Pulgón verde: ataque débil
- Araña roja: no presenta
- Chancro del manzano: no presenta[3]